# زیرخط

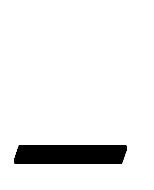
این کاراکتر به صورت جدا و گاها چسبیده زیر حروف برای نشان دادن اهمیت کلمه ، حرف یا عبارت در متن استفاده میشود

زیر خط (_) یا آندراِسکور (انگلیسی: Underscore) یا آندرلاین (به انگلیسی: Underline) یک کاراکتر است که اصالتاً در ماشین تحریر ظاهر شد.